# Pinto Colvig
Vance DeBar Colvig, detto Pinto (Jacksonville, 11 settembre 1892 – Woodland Hills, 3 ottobre 1967), è stato un attore e doppiatore statunitense noto per essere il primo doppiatore dei personaggi Pippo e di Pluto dal 1930 al 1965 oltre che per la sua interpretazione di Bozo il clown, del quale teneva quasi sempre nascosta la vera identità.

## Biografia
Era il più piccolo di sette fratelli. Per attirare l'attenzione, da piccolo imparò a far ridere la gente facendo smorfie e rumori strani. Spese anche molte ore per imparare a mimare i suoni dei treni, animali della fattoria, le automobili, il vento e molti altri oggetti. Suonò il clarinetto dall'età di 12 anni. Andava a scuola durante l'inverno e lavorava anche nel circo.
Il suo soprannome Pinto gli venne dato dai suoi compagni di scuola poiché videro in uno spot pubblicitario un cavallo di nome Pinto appunto, che aveva un viso particolarmente uguale al suo. Da quel momento Vance scelse quel soprannome per tutta la vita.
Studiò all'università e suonò con la band del college. Nel 1914 trovò lavoro anche come cartoonist di giornali al Nevada Rockroller. Nel 1916 incontrò e sposò Margaret Bourke Slavin. Con sua moglie si trasferì a San Francisco e dedicò tutto il suo tempo a disegnare e scrivere per "The Bullettin" e in seguito per "San Francisco Chronicle". Poi nel 1930 fu contattato da Walt Disney e da quel momento fino alla sua morte fu suo collaboratore doppiando le voci di Pippo, di Pluto e di Peter Pig in centinaia di cortometraggi.
Colvig morì all'età di 75 anni, il 3 ottobre 1967 a causa di un cancro al polmone.

## Vita privata
Si è sposato due volte: prima nel 1916 con Margaret Bourke Slavin, con cui è rimasto fino alla morte di lei, avvenuta nel 1950; nel 1952 ha sposato Peggy Bernice Allaire con cui rimase fino alla morte.
È padre dell'attore Vance Colvig Jr., nato nel 1918 e deceduto nel 1991.

## Filmografia

### Attore
- After a Reputation – cortometraggio (1925)
- Buster Be Good – cortometraggio (1925)
- L'incubo di Buster – cortometraggio (1925)
- The Cockeyed Family – cortometraggio (1928)

### Doppiatore
- Spooks – cortometraggio (1930)
- Fuga di Topolino (The Chain Gang) – cortometraggio (1930)
- Topolino a caccia (The Moose Hunt) – cortometraggio (1931)
- Topolino in visita (Mickey Steps Out) – cortometraggio (1931)
- Topolino e la caccia all'anatra (The Duck Hunt) – cortometraggio (1932)
- Topolino campione olimpionico (Barnyard Olympics) – cortometraggio (1932)
- La rivista di Topolino (Mickey's Revue) – cortometraggio (1932)
- Solo cani (Just Dogs) – cortometraggio (1932)
- L'incubo di Topolino (Mickey's Nightmare) – cortometraggio (1932)
- Una festa scatenata (The Whoopee Party) – cortometraggio (1932)
- Topolino campione di football (Touchdown Mickey) – cortometraggio (1932)
- Il ragazzo del Klondike (The Klondike Kid) – cortometraggio (1932)
- Topolino e lo scienziato pazzo (The Mad Doctor) – cortometraggio (1933)
- Laggiù nel Medioevo (Ye Olden Days) – cortometraggio (1933)
- La capanna di zio Tom (Mickey's Mellerdrammer) – cortometraggio (1933)
- I tre porcellini (Three Little Pigs) – cortometraggio (1933)
- La cicala e la formica (The Grasshopper and the Ants) – cortometraggio (1934)
- Pluto si diverte (Playful Pluto) – cortometraggio (1934)
- Cappuccetto Rosso (The Big Bad Wolf) – cortometraggio (1934)
- La gallinella saggia (The Wise Little Hen) – cortometraggio (1934)
- Una serata di beneficenza (Orphan's Benefit) – cortometraggio (1934)
- Carnevalesca (The Cookie Carnival) – cortometraggio (1935)
- Topolino meccanico (Mickey's Service Station) – cortometraggio (1935)
- Topolino giardiniere (Mickey's Garden) – cortometraggio (1935)
- La brigata del fuoco (Mickey's Fire Brigade) – cortometraggio (1935)
- Il sogno di Pluto (Pluto's Judgement Day) – cortometraggio (1935)
- Topolino professore d'orchestra (Mickey's Grand Opera) – cortometraggio (1936)
- Giorno di trasloco (Moving Day) – cortometraggio (1936)
- Topolino alpinista (Alpine Climbers) – cortometraggio (1936)
- Paperino e Pluto (Donald and Pluto) – cortometraggio (1936)
- L'elefante di Topolino (Mickey's Elephant) – cortometraggio (1936)
- La vendetta del verme (The Worm Turns) – cortometraggio (1937)
- Topolino il mago (Magician Mickey) – cortometraggio (1937)
- Topolino cacciatore (Moose Hunters) – cortometraggio (1937)
- Melodie hawayane (Hawaiian Holiday) – cortometraggio (1937)
- L'orologio del campanile (Clock Cleaners) – cortometraggio (1937)
- La famiglia Pluto (Pluto's Quin-puplets) – cortometraggio (1937)
- Topolino e i fantasmi (Lonesome Ghosts) – cortometraggio (1937)
- Biancaneve e i sette nani (Snow White and the Seven Dwarfs) (1937)
- Costruttori di barche (Boat Builders) – cortometraggio (1938)
- La roulotte di Topolino (Mickey's Trailer) – cortometraggio (1938)
- Caccia al polo (Polar Trappers) – cortometraggio (1938)
- Caccia alla volpe (The Fox Hunt) – cortometraggio (1938)
- Topolino, Pippo e Paperino cacciatori di balene (The Whalers) – cortometraggio (1938)
- Il pappagallo di Topolino (Mickey's Parrot) – cortometraggio (1938)
- Il mago di Oz (The Wizard of Oz) (1939)
- The Lone Stranger and Porky – cortometraggio (1939)
- Jimmy porcellino inventore (The Practical Pig) – cortometraggio (1939)
- Hobo Gadget Band – cortometraggio (1939)
- Jeepers Creepers – cortometraggio (1939)
- I viaggi di Gulliver (Gulliver's Travels) (1939)
- Topolino e Paperino marinai (Tugboat Mickey) – cortometraggio (1940)
- Paperino e Pippo attacchini (Billposters) – cortometraggio (1940)
- King for a day – cortometraggio (1940)
- The Constable – cortometraggio (1940)
- All's Well – cortometraggio (1941)
- Two For The Zoo – cortometraggio (1941)
- Raggedy Ann and Raggedy Andy – cortometraggio (1941)
- Swing Cleaning – cortometraggio (1941)
- Una talpa dispettosa (Canine Caddy) – cortometraggio (1941)
- Fire Cheese – cortometraggio (1941)
- Gabby Goes Fishing – cortometraggio (1941)
- It's a Hap-Hap-Happy Day – cortometraggio (1941)
- Seven Wise Dwarves – cortometraggio (1941)
- La festa di compleanno di Topolino (Mickey's Birthday Party) – cortometraggio (1942)
- Piccolo Pluto (Pluto Junior) – cortometraggio (1942)
- Conrad The Sailor – cortometraggio (1942)
- Pluto sonnambulo (The Sleepwalker) – cortometraggio (1942)
- Ding Dog Daddy – cortometraggio (1942)
- Pluto e l'armadillo (Pluto and the Armadillo) – cortometraggio (1943)
- La recluta Pluto (Private Pluto) – cortometraggio (1943)
- One Ham's Family – cortometraggio (1943)
- Pippo marinaio (How to be a Sailor) – cortometraggio (1944)
- Lezioni di golf (How to Play Golf) – cortometraggio (1944)
- Pluto e la primavera (Springtime for Pluto) – cortometraggio (1944)
- Pluto marinaio (Dog Watch) – cortometraggio (1945)
- Paperino ipnotizzatore (The Eyes Have It) – cortometraggio (1945)
- Caccia grossa (African Diary) – cortometraggio (1945)
- I pionieri della California (Californy'er Bust) – cortometraggio (1945)
- Pluto il casanova (Canine Casanova) – cortometraggio (1945)
- La leggenda della Roccia del Coyote (The Legend of Coyote Rock) – cortometraggio (1945)
- Paperino in alto mare (No Sail) – cortometraggio (1945)
- Una partita al massacro (Hockey Homicide) – cortometraggio (1945)
- Wild And Woofly – cortometraggio (1945)
- Tarzanippo, uomo selvatico (Frank Duck Brings 'em Back Alive) – cortometraggio (1946)
- I cacciatori cacciati (Squatter's Rights) – cortometraggio (1946)
- Pluto salva la città (In Dutch) – cortometraggio (1946)
- Il cucciolo traviato (Pluto's Kid Brother) – cortometraggio (1946)
- Pluto e la foca (Rescue Dog) – cortometraggio (1947)
- Paperino nel deserto dei miraggi (Crazy with the Heat) – cortometraggio (1947)
- Bongo e i tre avventurieri (Fun & Fancy Free) (1947)
- Pippo e le anitre (Foul Hunting) – cortometraggio (1947)
- Anche Pluto vuol cantare (Pluto's Blue Note) – cortometraggio (1947)
- All'ippodromo (They're Off) – cortometraggio (1948)
- La grande doccia (The Big Wash) – cortometraggio (1948)
- Missione salsiccia (Pluto's Purchase) – cortometraggio (1948)
- Pluto fa la balia (Pluto's Fledgling) – cortometraggio (1948)
- Topolino e le foche (Mickey and the Seal) – cortometraggio (1948)
- Rullano i tam-tam (Tea for Two Hundred) – cortometraggio (1948)
- Bozo's Circus – cortometraggio (1949)
- La trappola dei cactus (Pueblo Pluto) – cortometraggio (1949)
- Pluto, Figaro e il maglione (Pluto's Sweater) – cortometraggio (1949)
- Partita a tennis (Tennis Racquet) – cortometraggio (1949)
- Le esercitazioni di Pippo (Goofy Gymnastics) – cortometraggio (1949)
- I predoni del deserto (Sheep Dog) – cortometraggio (1949)
- Il nemico sotterraneo (Pluto and the Gopher) – cortometraggio (1950)
- Come andare a cavallo (How to Ride a Horse) – cortometraggio (1950)
- Pluto e l'istinto primitivo (Primitive Pluto) – cortometraggio (1950)
- Motor Mania – cortometraggio (1950)
- I desperados del Far West (Pests of the West) – cortometraggio (1950)
- Pluto e gli scoiattoli in guanti bianchi (Food for Feudin') – cortometraggio (1950)
- Tra i due briganti il terzo pure (Camp Dog) – cortometraggio (1950)
- La cicogna ingombrante (Cold Storage) – cortometraggio (1951)
- Pippo e la casa dei suoi sogni (Home Made Home) – cortometraggio (1951)
- Plutopia – cortometraggio (1951)
- Domani a dieta (Tomorrow We Diet!) – cortometraggio (1951)
- L'orsetto lavatore (R'coon Dawg) – cortometraggio (1951)
- Vietato fumare (No Smoking) – cortometraggio (1951)
- Alice nel Paese delle Meraviglie (Alice in Wonderland) (1951)
- Pippo e il leone (Father's Lion) – cortometraggio (1952)
- Aloha (Hello, Aloha) – cortometraggio (1952)
- Il migliore amico dell'uomo (Man's Best Friend) – cortometraggio (1952)
- Pippo sceriffo (Two Gun Goofy) – cortometraggio (1952)
- Andiamo a scuola (Teachers Are People) – cortometraggio (1952)
- Paperino e l'esercito fantasma (Uncle Donald's Ants) – cortometraggio (1952)
- Facciamo la festa a Pluto (Pluto's Party) – cortometraggio (1952)
- Una bella vacanza (Two Weeks Vacation) – cortometraggio (1952)
- Pippo detective (How to Be a Detective) – cortometraggio (1952)
- Pippo casalingo (Father's Day Off) – cortometraggio (1953)
- Pippo matador per forza (For Whom the Bulls Toil) – cortometraggio (1953)
- Evviva la domenica (Father's Week-End) – cortometraggio (1953)
- Lezioni di ballo (How to Dance) – cortometraggio (1953)
- La bella addormentata nel bosco (Sleeping Beauty) (1959)
- Pippo e il fuoribordo (Aquamania) – cortometraggio (1961)
- Le meravigliose avventure di Chu Min (The Man from Button Willow) (1965)
- Freewayphobia#1 – cortometraggio (1965)

### Animatore
La lista è parziale: non sono presenti i film dei quali è stato animatore non accreditati
- Spooks (1930)
- The fowl ball (1930)
- Africa (1930)
- The Bandmaster (1931)